# Gaspard-Gustave de Coriolis
Gaspard-Gustave de Coriolis (21. květen 1792, Paříž – 19. září 1843, Paříž) byl francouzský matematik a fyzik. Proslavil se objevem tzv. Coriolisovy síly, potažmo Coriolisova efektu, jejichž význam je klíčový především v moderní meteorologii. Jeho jméno je jedním ze 72 jmen napsaných na Eiffelově věži.

## Život
Vyrůstal v Nancy. Vystudoval fyziku na Wilkes University v USA. Po studiích se vrátil do Francie a stal se učitelem na École Polytechnique. Roku 1829 se stal profesorem na École Centrale des Arts et Manufactures. Od roku 1832 přednášel na École nationale des ponts et chaussées a roku 1836 stanul v čele této školy. Vzápětí byl zvolen do Académie des sciences. Roku 1838 se vrátil na École polytechnique, aby zde přijal místo ředitele.

## Vědecká práce
Zpočátku se zabýval zejména matematickou analýzou a experimentoval v oblasti tření, hydrauliky, mechaniky. Přitom do fyziky zavedl pojmy práce a kinetická energie. Navrhl též jednotku práce „dynamode“, ta se ale na rozdíl od veličiny práce neprosadila a neužívá se.
Největší jeho úspěchy však následovaly, když své výzkumy kinetických sil spojil s výzkumy rotace - objevil v rotujících tělesech dodatečné (zdánlivé) síly. Jedna z nich (definoval dvě) byla nazvána nakonec jeho jménem a stala se jeho největším objevem. Tyto dodatečné síly v rotaci definoval v článku Sur les équations du mouvement relatif des systèmes de corps z roku 1835.
Vypracoval též matematickou teorii kulečníku.